# Setting Sons
Setting Sons är ett album av The Jam utgivet 16 november 1979. Det är något mer polerat än föregångaren All Mod Cons och var från början tänkt som ett konceptalbum kring tre vänner och deras olika utveckling genom åren. Vissa låtar, som "Thick as Thieves", anspelar på detta koncept men man hann inte avsluta temat på grund av ett stressat inspelningsschema. Från albumet blev The Eton Rifles gruppens första topp 10-hit på brittiska singellistan där den nådde 3:e plats.

## Låtlista
1. "Girl on the Phone" (Paul Weller) - 2:57
2. "Thick as Thieves" (Paul Weller) - 3:40
3. "Private Hell" (Paul Weller) - 3:51
4. "Little Boy Soldiers" (Paul Weller) - 3:33
5. "Wasteland" (Paul Weller) - 2:52
6. "Burning Sky" (Paul Weller) - 3:32
7. "Smithers-Jones" (Bruce Foxton) - 3:00
8. "Saturday's Kids" (Paul Weller) - 2:53
9. "The Eton Rifles" (Paul Weller) - 3:59
10. "(Love Is Like A) Heat Wave" (Lamont Dozier/Brian Holland/Eddie Holland) - 2:24